# Tomas Ljung
Björn Tomas Ljung, född 5 september 1958 i Stockholm, är en svensk författare, botaniker och kulturhistoriker, verksam i Dalarna.
Gift med konstnären Malin Ljung Striberger.

## Böcker
- Dalarnas ängar och betesmarker (tills. m. Lennart Bratt. Länsstyrelsen i Kopparbergs län, 1993)
- Natur- och kulturvärden i Dalarnas odlingsbygd (Länsstyrelsen Dalarna, 1995)
- Vårt levande arv: jämtländska och härjedalska gräsmarker: en faktabladsserie (Länsstyrelsen i Jämtlands län, 1996)
- Strövtåg i Ludvika: natur och kulturhistoria i Ludvika, Grangärde och Säfsnäs (Ludvika kommun, 1998). 2.rev. uppl. 2001
- Landet bortom tiden: på vandring genom skyddad natur i Dalarna (Länsstyrelsen Dalarnas län, 2000)
- Sankt Olof i Dalarna: kult och vallfart (Dalarnas fornminnes- och hembygdsförbund, 2001)
- Vägvisare till naturen i Leksand (Leksands kommun, 2003)
- Harmsarvet: en bergsmansgård i Kopparbergslagen: kulturhistorisk utredning (tillsammans med Anna Björkman, Eva Carlsson) (Dalarnas museum, 2003)
- Ödebygdsminnen: berättelsen om människorna Nord i Marken (Länsstyrelsen i Dalarnas län, 2004)
- Säters Dal: natur och kulturhistoria i Säterdalen (Länsstyrelsen i Dalarnas län, 2006)
- Åtgärdsprogram för klådris (Myricaria germanica) 2007-2010 (Naturvårdsverket, 2007)
- Fäbodskogen som biologiskt kulturarv: betade boreala skogars innehåll av historisk information och biologisk mångfald (Centrum för biologisk mångfald, 2011)
- Åtgärdsprogram för brunkulla (Gymnadenia nigra) 2013-2017 (Naturvårdsverket, 2013)
- Fäbodar och fäbodskogar: biologiskt kulturarv i nordliga skogar (Riksantikvarieämbetet, 2013)
- Åtgärdsprogram för låsbräknar i hävdade marker 2014-2018 (Naturvårdsverket, 2014)
- Biologiskt kulturarv i Gallejaur (Riksantikvarieämbetet 2014)
- Lövtäkt i nordliga skogslandskap: en studie i borealt resursutnyttjande (Centrum för biologisk mångfald, 2015)
- Inventering av biologiskt kulturarv (tills. m T. Lennartsson & A. Westin. Riksantikvarieämbetet, 2015)
- Vårt Levande Arv: minnen och spår i landskapet. Dalarnas Hembygdsbok 2017. (Dalarnas Museum/Dalarnas Fornminnes- och Hembygdsförbund 2017)
- Sarmatiska havet: spår och spådomar (Ellerströms 2020)